# Jean Fieux
Pour les articles homonymes, voir Fieux (homonymie).
Jean Fieux est un ingénieur français, né à Dompierre-sur-Mont, dans le Jura, le 28 mars 1886 et mort le 6 avril 1969, à l'âge de 83 ans.

## Biographie
Troisième des quatre enfants de Victor Eleonor Fieux (cultivateur) et de Caroline Eléna Monnier, il intègre en 1902 le centre de Cluny des Arts et Métiers dont il sortira diplômé pour occuper un premier emploi de dessinateur industriel. En 1906, il épouse Marie Michel-Schmidt dont il aura deux enfants, en 1917 et 1921.
Mobilisé en 1914 comme officier d'artillerie, il est rappelé en 1916 pour participer à la fabrication de moteurs d'avions. Après la guerre, en 1921 il travaille à Paris au siège de l'entreprise Schneider et Cie, qu'il ne quittera que pour prendre sa retraite. Ses intéressantes contributions scientifiques et techniques lui vaudront le grade de commandeur de la Légion d'honneur, le prix de la Marine, le prix Nessim-Habif en 1963 pour l'application des gyroscopes à la stabilisation des navires et le surnom d'homme aux 400 brevets.

## Contributions scientifiques et techniques
Jean Fieux élabore en 1910 une théorie de l'effet gyroscopique qui lui servira pour la mise au point d'un nouveau type de stabilisateur de roulis pour les navires présenté en 1927. Ses travaux seront également à l'origine de nombreuses autres contributions :
- transmission gyroscopique à embrayage contrôlé,
- conduites de tir gyroscopiques pour avion,
- cannelures d'ogives,
- stabilisateur gyroscopique pour caméra embarquée.

Dans un tout autre domaine, il travaille également à la mise au point des catapultes-freins pour avions embarqués et des freins d'appontage pour porte-avions, dont le principe est toujours utilisé.

## Société des ingénieurs Arts et Métiers
Jean Fieux fut président de la Société des ingénieurs Arts et Métiers de 1946 à 1948. Durant son mandat il se consacra à la création, à Paris, d'une quatrième année d'étude commune à tous les centres régionaux de l'Ecole des Arts et Métiers , ainsi qu'à la construction de la Maison des Arts et Métiers à la Cité Universitaire de Paris.

## Décorations
- Commandeur de la Légion d'honneur
- Prix Nessim-Habif (1963)